# جورج ر. ميلنر
جورج ر. ميلنر (بالإنجليزية: George R. Milner)‏ هو عالم إنسان أمريكي، ولد في 25 يناير 1953.